# Evolution of Elevation
Albums de Bizzy Bone
The Midwest Cowboy
(2006) The Best of Bizzy Bone
(2007)
Evolution of Elevation est le huitième album studio de Bizzy Bone, sorti le 19 décembre 2006.

## Liste des titres
| No  | Titre                                                      | Durée |
| --- | ---------------------------------------------------------- | ----- |
| 1.  | Intro                                                      | 1:31  |
| 2.  | You Don't Really Wanna Be Me (featuring Aeileon El Nino)   | 4:46  |
| 3.  | Streets on Fire (featuring Aeileon El Nino et King Josiah) | 3:57  |
| 4.  | Bye Bye                                                    | 4:47  |
| 5.  | To the Top                                                 | 4:42  |
| 6.  | Know All About You                                         | 3:11  |
| 7.  | Memories (featuring Aeileon El Nino)                       | 3:51  |
| 8.  | My Name Is Bryon                                           | 0:57  |
| 9.  | Evolution of Elevation                                     | 3:15  |
| 10. | The Truth                                                  | 3:54  |
| 11. | Bye Bye                                                    | 4:43  |
| 12. | Still Know All About You (featuring Tha Realest)           | 3:38  |
| 13. | Outro                                                      | 1:05  |